# Pisaura
Pisaura es un género de arañas Euroasiaticas de la familia Pisauridae, cuenta con 18 especies.

## Especies
- Pisaura acoreensis (Wunderlich, 1992) — Azores
- Pisaura anahitiformis (Kishida, 1910) — Japón
- Pisaura ancora (Paik, 1969) — Rusia, China, Corea
- Pisaura bicornis (Zhang & Song, 1992) — China, Japón
- Pisaura bobbiliensis (Reddy & Patel, 1993) — India
- Pisaura consocia (O. P.-Cambridge, 1872) — Israel, Lisboa, Siria
- Pisaura decorata (Patel & Reddy, 1990) — India
- Pisaura gitae (Tikader, 1970) — India, Islas Andaman
- Pisaura lama (Bösenberg & Strand, 1906) — Rusia, China, Corea, Japón
- Pisaura mirabilis (Clerck, 1757) — Palearctic
- Pisaura novicia (L. Koch, 1878) — Mediterráneo a Georgia
- Pisaura orientalis (Kulczynski, 1913) — Mediterráneo
- Pisaura parangbusta (Barrion & Litsinger, 1995) — Filipinas
- Pisaura podilensis (Patel & Reddy, 1990) — India
- Pisaura putiana (Barrion & Litsinger, 1995) — Filipinas
- Pisaura quadrilineata (Lucas, 1838) — Islas Canarias, Madeira
- Pisaura sublama (Zhang, 2000) — China
- Pisaura swamii (Patel, 1987) — India